# Rotstöckli
Rotstöckli är en bergstopp i Schweiz.   Den ligger i kantonen Obwalden, i den centrala delen av landet, 80 km öster om huvudstaden Bern. Toppen på Rotstöckli är 2 901 meter över havet.
Terrängen runt Rotstöckli är huvudsakligen mycket bergig. Närmaste större samhälle är Engelberg, 5,2 km norr om Rotstöckli. 
Trakten runt Rotstöckli består i huvudsak av gräsmarker. Runt Rotstöckli är det mycket glesbefolkat, med 3 invånare per kvadratkilometer.